# Султан мого серця
«Султан мого серця» (Kalbimin Sultanı) — російсько-турецький костюмований багатосерійний телевізійний художній фільм (24 сюжети, по 50—60 хвилин) в жанрі історичної мелодрами, вироблений в 2018 році групою компаній «ГПМ КИТ» в складі холдингу «Газпром-медіа» під режисурою Керема Чакироглу за сценарієм Атілли Унсал, Нілу Гюлеч Унсал і Інджія Хекімоглу. Всесвітня прем'єра фільму відбулася 13 червня 2018 року. Телевізійна прем'єра в Росії відбулася 8 січня 2019 року на Першому каналі. В Україні прем'єра відбулася 20 квітня 2019 року на телеканалі «Інтер» з українським дубляжем.
Події фільму відбувається в Стамбулі початку XIX століття. Вчителька французької та дочка секретаря посольства Російської імперії на ім'я Анна, випадково знайомиться з переодягненим в одяг простолюдина - османським султаном Махмудом II. Під час першої розмови султан вражають не стільки красою незнайомки, скільки її інтелектом і знаннями, і - згодом, - запрошує її на роботу, як викладач французької мов для своїх дітей. Однією з умов - життя у власному гаремі. Спочатку Ганна відмовляється, проте - під натиском шантажу і погроз російського посла на ім'я Дмитро, - поступається. Під час роботи молода вчителька стикається з безліччю проблем: діти не слухають чужоземку, мешканки гарему сприйняли її суперницею. Ревнощі, політика, підступи, шпигунські та любовні інтриги супроводжують життя Анни. Дівчина розуміє, що зустрічаючись з султаном під час роботи в палаці, вона починає закохуватися в нього. Султан Махмуд також закохується в нову вчительку своїх дітей.